# 塔拉尔 (上阿尔卑斯省)
塔拉尔（法語：Tallard，法語發音：[talaʁ]）是法国上阿尔卑斯省的一个市镇，位于该省中西部偏南，属于加普区。

## 地理
塔拉尔（44°27'42"N, 6°3'16"E）面积15.02 平方千米，位于法国普罗旺斯-阿尔卑斯-蓝色海岸大区上阿尔卑斯省，该省份为法国东南部内陆省份，北起萨瓦省，西北接伊泽尔省，西南接德龙省，南至上普罗旺斯阿尔卑斯省，东北部与意大利接壤。
与塔拉尔接壤的市镇（或旧市镇、城区）包括：屈尔邦、旺特罗勒、沙托维约、富尤斯、莱特雷、内夫、拉索尔斯、锡戈耶。

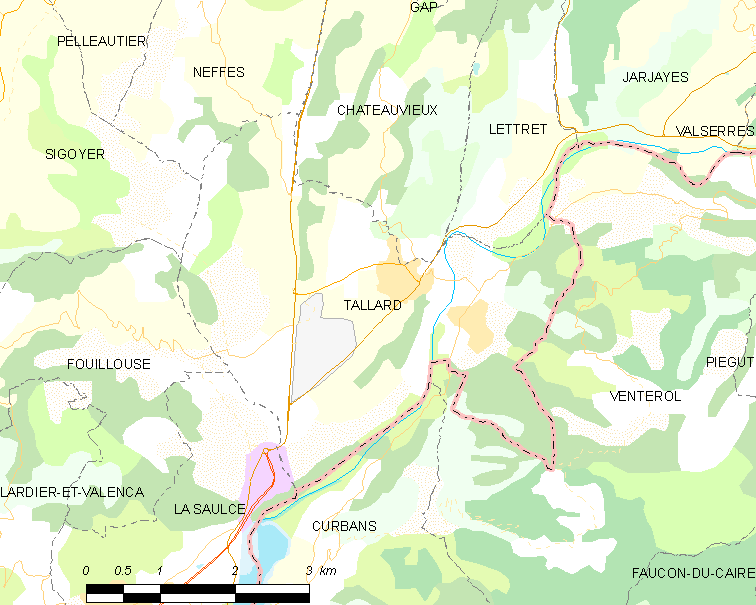
的OSM定位图

塔拉尔的时区为UTC+01:00、UTC+02:00（夏令时）。

## 行政
塔拉尔的邮政编码为05130，INSEE市镇编码为05170。

## 政治
塔拉尔所属的省级选区为塔拉尔县。

## 人口

1962-2008年间人口变化图示

塔拉尔于2022年1月1日时的人口数量为2272人。